# トラ
トラ（虎、Panthera tigris）は、哺乳綱食肉目ネコ科ヒョウ属に分類される食肉類。同属のライオン、ヒョウ（豹）などともに猛獣に数えられる動物である。

## 生息地
インド、インドネシア（スマトラ島）、タイ王国、中華人民共和国（雲南省、吉林省、黒竜江省、チベット自治区）、ネパール、バングラデシュ、ブータン、マレーシア（マレー半島）、ミャンマー、ラオス、ロシア東部。
以下の生息地域では、絶滅したとされている。【アフガニスタン、イラン、インドネシア（ジャワ島およびバリ島）、ウズベキスタン、カザフスタン、キルギス、シンガポール、中華人民共和国の一部（上海市、重慶市、天津市、北京市、安徽省、河北省、河南省、貴州省、江蘇省、湖北省、山西省、山東省、四川省、遼寧省、広西チワン族自治区、新疆ウイグル自治区）、トルクメニスタン、トルコ、パキスタン、大韓民国】。またカンボジア、中華人民共和国の一部（広東省、江西省、湖南省、浙江省、陝西省、福建省）、朝鮮民主主義人民共和国、ベトナムでも絶滅したと考えられている。
模式標本の産地（模式産地）はアジアとされていたが、その中でも後にベンガルにされている。

## 形態
頭胴長（体長）オス189 - 229センチメートル、メス146 - 177センチメートル。尾長60 - 110センチメートル。体重オス90 - 306キログラム、メス65 - 167キログラム。メスよりもオスの方が大型になる。北部の個体群が大型で、南部に向かうにつれ連続的に小型になる傾向がある。インドやロシア極東部の個体群は大型で、スマトラ島の個体群が最も小型である。腹部の皮膚は弛んで襞状になる。背面は黄色や黄褐色で、黒い横縞が入る。縞模様は藪などでは周囲に溶けこみ輪郭を不明瞭にし、獲物に気付かれずに忍び寄ったり待ち伏せたりすることに適している。腹面や四肢内側は白い。黒化個体の発見例はないが、インドでは白変種（ホワイトタイガー）の発見例がある。野生下では1958年に狩猟されて以来2024年現在白変種の発見例はなく、飼育下でみられる白変種はこの個体に由来する。縞が太くて繋がり黒化したように見える個体もみられ、飼育下では通常個体と白変種の中間型（ゴールデンタビーやストロベリー）もみられる。
鼻面は太くて短く、顎の力が強い。前肢の筋肉は発達し、後肢は前肢よりも長い。これにより前肢は長い爪も含め獲物を押さえつけることに、後肢は跳躍に適している。
出産直後の幼獣は体長31.5センチメートル - 40センチメートル、尾長13 - 16センチメートル。体重780 - 1,600グラム。縞模様はあるが、体色は成獣よりも明色である。

## 分類
以下の亜種の分類は、IUCN SSC Cat Specialist Group (2017) に従う。和名は小原 (2000) に従う。
Panthera tigris tigris (Linnaeus, 1758) ベンガルトラ Bengal tiger
インド亜大陸（スリランカを除く）
全長オス270 - 310センチメートル、メス240 - 265センチメートル。体重オス180 - 258キログラム、メス110 - 160キログラム。体毛は短い。背面の毛衣はオレンジや赤褐色。頬、耳介の内側は白い体毛で被われる。縞は少なく、肩部や胸部に縞のない個体もいる。
Panthera tigris altaica Temminck, 1844 アムールトラ、ウスリートラ、シベリアトラ、チョウセントラ、マンシュウトラ Siberian tiger
ロシア（ウスリー東部）。以前はバイカル湖周辺からサハリンにかけて分布しているとされたが、サハリンの個体は一時的に移動してきただけと考えられている。
全長オス270 - 330センチメートル、メス240 - 275センチメートル。体重オス180 - 306キログラム、メス100 - 167キログラム。最大亜種。体毛は長く、密生する。腹面は脇腹も含めて白い。尾は白と黒の体毛で被われる。
Panthera tigris amoyensis Hilzheimer, 1905 アモイトラ South China tiger
中華人民共和国（広東省、江西省、湖南省、福建省）に分布していたが、野生下では絶滅したと考えられている。
全長オス230 - 265センチメートル、メス220 - 240センチメートル。体重オス130 - 175キログラム、メス100 - 115キログラム。腹面の明色部は脇腹に達しない。縞は太くて短く、数も少なく間隔が大きい。
†Panthera tigris balica Schwartz, 1912 バリトラ Bali tiger（絶滅亜種）
インドネシア（バリ島）
オス全長220 - 230センチメートル、メス全長190 - 210センチメートル。体重オス90 - 100キログラム、メス65 - 80キログラム。最小亜種。
頭骨の比較や分子系統解析では現生の亜種スマトラトラと同一もしくは重複するとされる。
Panthera tigris corbettiMazak, 1968 インドシナトラ、マレートラ
カンボジア、タイ王国、中華人民共和国南西部、ベトナム、マレーシア（マレー半島）、ミャンマー、ラオス。カンボジアとベトナムでは近年繁殖が確認されていない。ベトナムでは1997年に行われたカメラトラップによる撮影でも確認できず、カンボジアでは大規模な調査活動が行われたが2005年以降はごくわずかな報告例しかない。
全長オス255 - 285センチメートル、メス230 - 255センチメートル。体重オス150 - 195キログラム、メス100 - 130キログラム。背面の毛衣は赤褐色がかかる。縞は細くて短く、数が多い。
ミトコンドリアDNAの分子系統解析から亜種インドシナトラのマレー半島個体群を亜種P. t. jacksoniとして分割する説が提唱されたが、詳細な記述がなく無効名とされる。
†Panthera tigris sondaica Temminck, 1844 ジャワトラ Java tiger（絶滅亜種）
インドネシア（ジャワ島）
オス全長248センチメートル。体重オス100 - 141キログラム、メス75 - 115キログラム。
頭骨の比較や分子系統解析では現生の亜種スマトラトラと同一もしくは重複するとされる。
Panthera tigris sumatrae Pocock, 1929 スマトラトラ Sumatran tiger
インドネシア（スマトラ島）
全長オス220 - 255センチメートル、メス215 - 230センチメートル。体重オス100 - 140キログラム、メス75 - 110キログラム。背面の毛衣は赤褐色。側頭部の体毛が長いが、頸部の鬣は短い。縞は太い。
†Panthera tigris virgata (Illiger, 1815) カスピトラ Caspian tiger（絶滅亜種）
トルコから中華人民共和国（新疆ウイグル自治区）、イランにかけて
全長オス270 - 295センチメートル、メス240 - 260センチメートル。体重オス170 - 240キログラム、メス85 - 135キログラム
毛皮の分子系統解析では亜種シベリアトラに極めて近縁とする解析結果もある。
2015年に頭骨の比較や分子系統解析の結果から、亜種間の頭骨の測定値が重複すること、常染色体やX染色体、Y染色体などに差異がないこと、ミトコンドリアDNAの分子系統解析で大きく2系統に分かれるがそれ以外の差異は小さいことなどから、本種をユーラシア大陸産とスンダ列島産の2亜種のみとする説が提唱された。
以下の分類・分布・形態は、IUCN SSC Cat Specialist Group (2017) に従う。
Panthera tigris tigris (Linnaeus, 1758)
ユーラシア大陸（インド、中華人民共和国、ネパール、パキスタン、ブータン、ロシア、インドシナ半島、マレー半島）
大型亜種。体色は淡色で、横縞が少ない。
亜種アモイトラ、亜種インドシナトラ、亜種カスピトラ、亜種シベリアトラはシノニムとされる。
Panthera tigris sondaica Temminck, 1844
スマトラ島。ジャワ島、バリ島では絶滅
小型亜種。体色は暗色で、横縞が多い。
亜種スマトラトラ、亜種バリトラはシノニムとされる。

### 画像

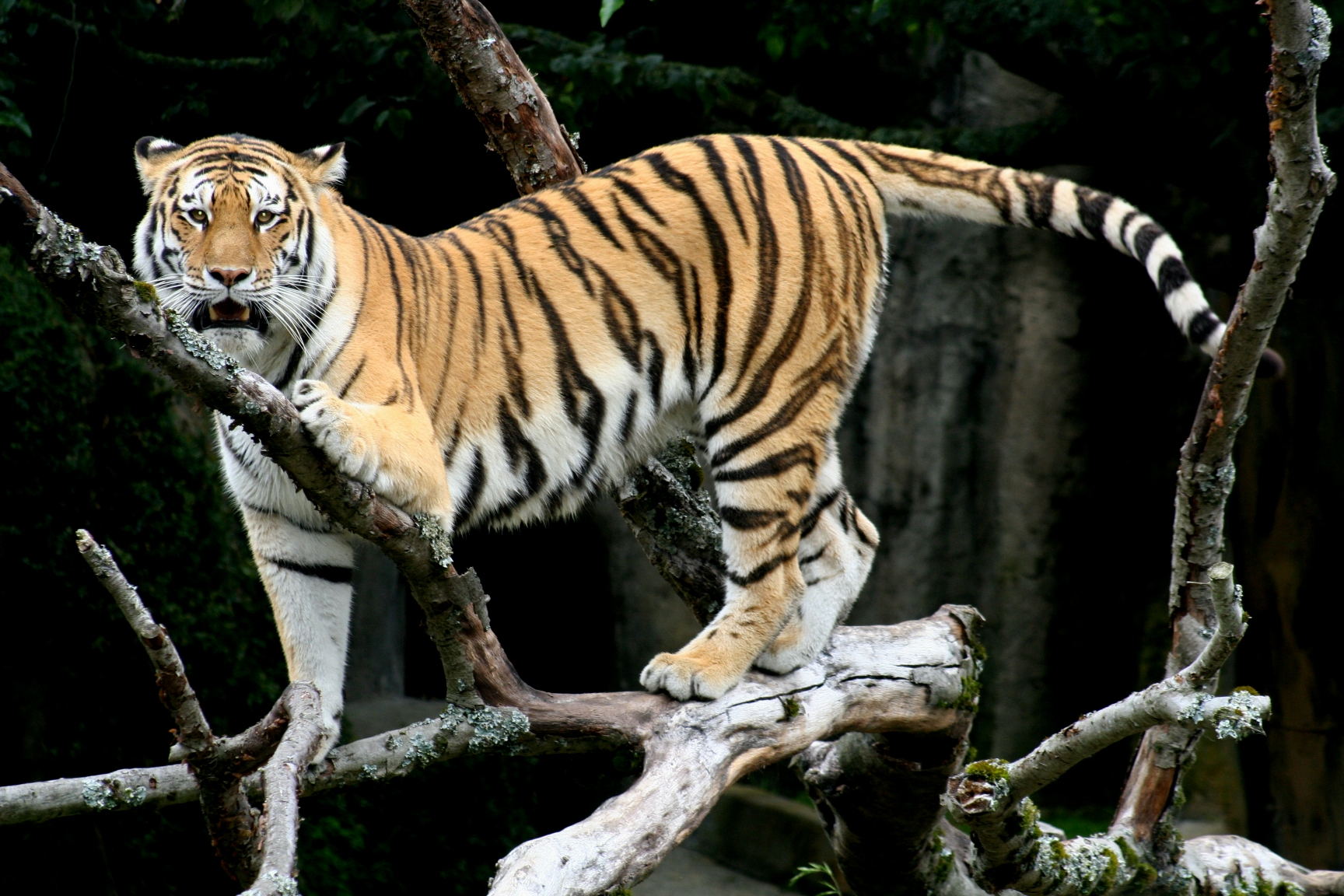
シベリアトラ P. t. altaica
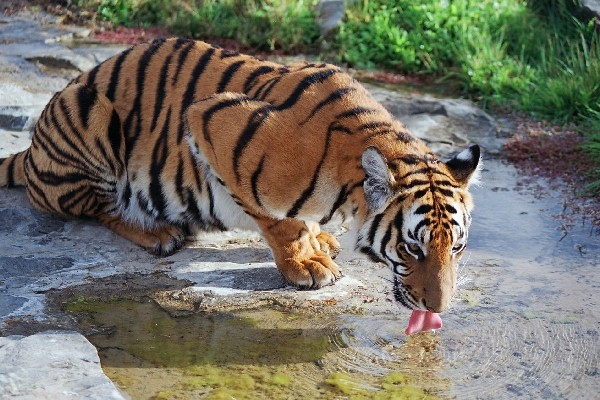
アモイトラ P. t. amoyensis
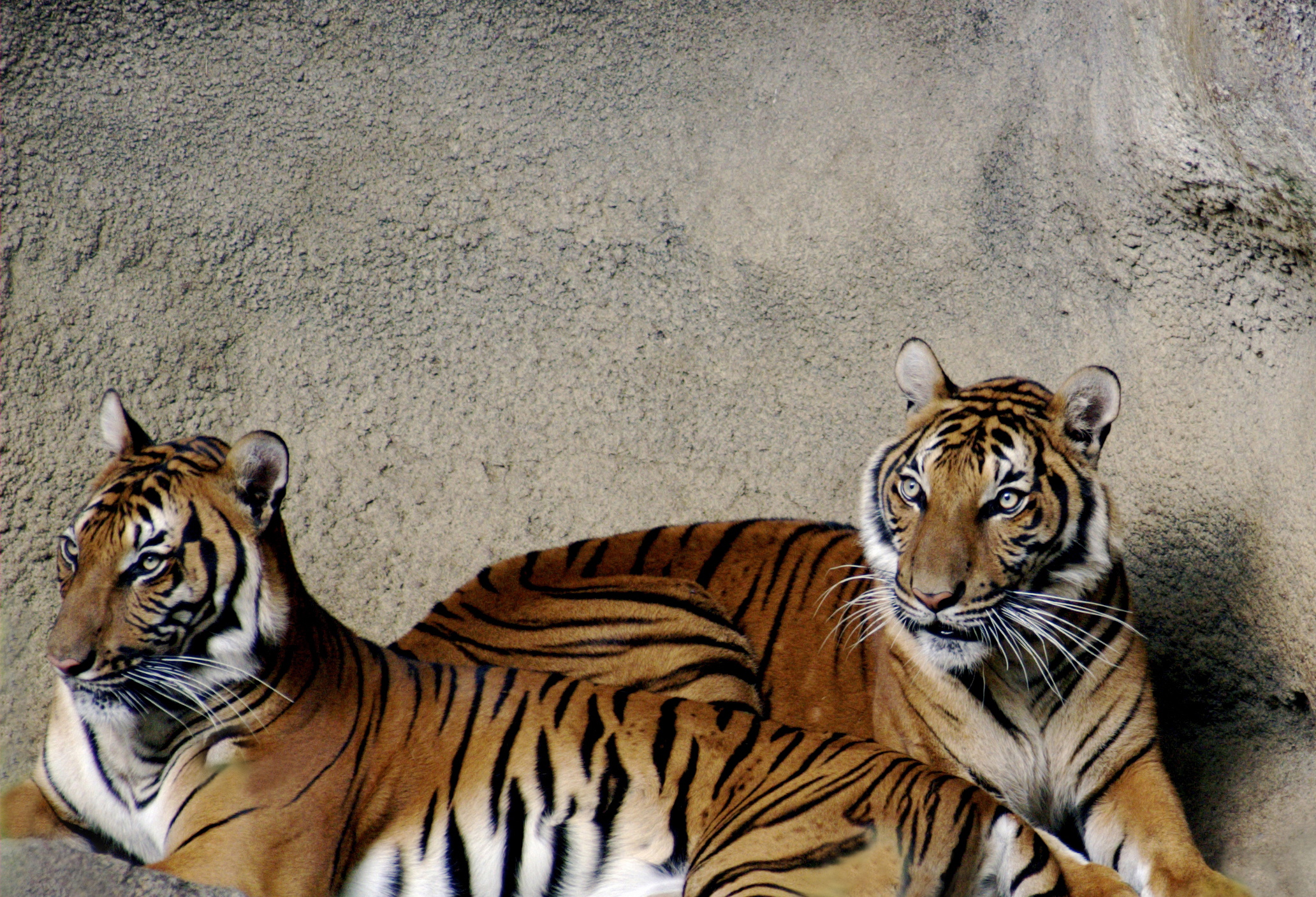
インドシナトラ P. t. corbetti
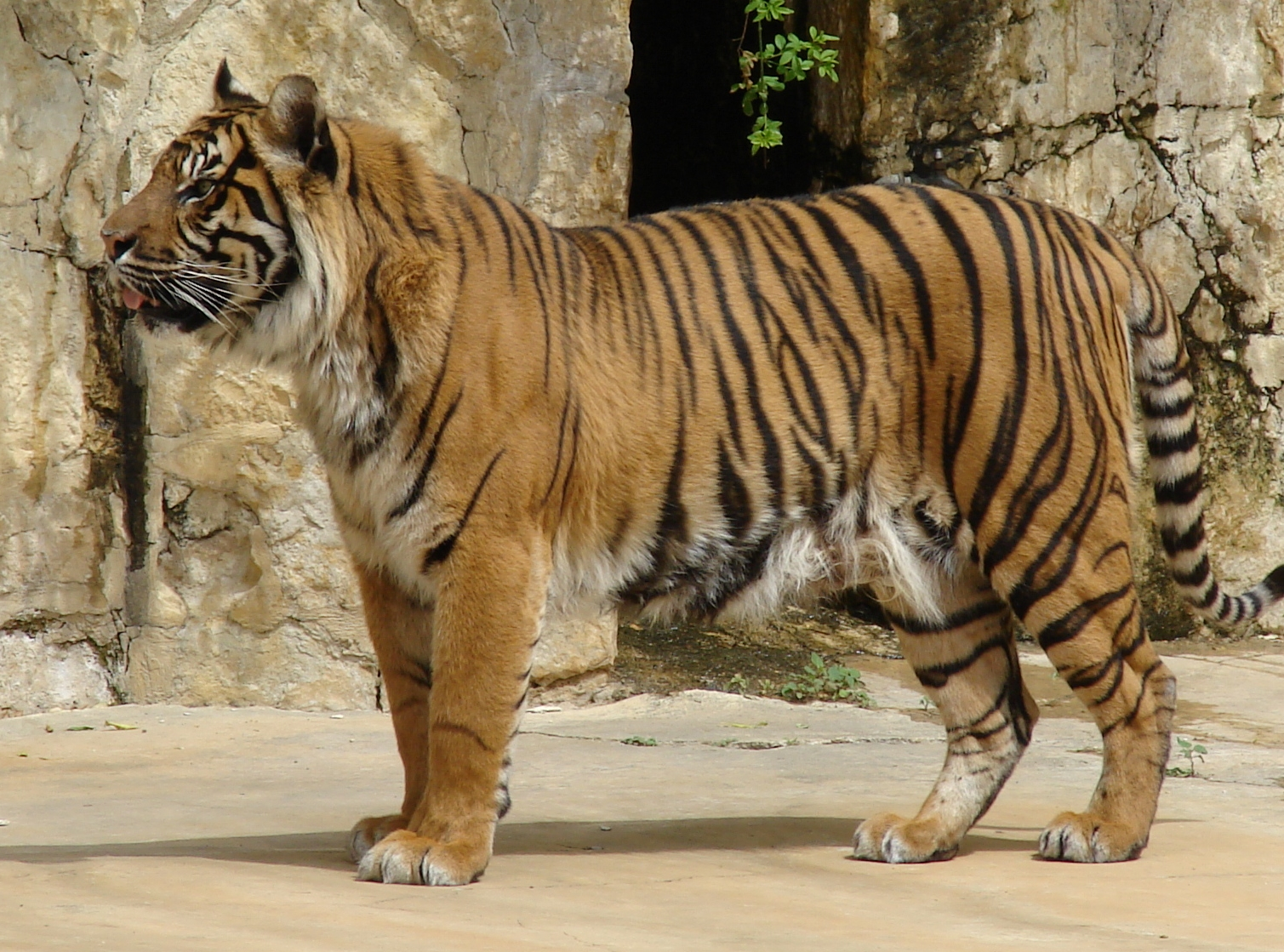
スマトラトラ P. t. sumatrae

- Panthera tigris tigris

- ベンガルトラ
- アムールトラ(シベリアトラ）
- アモイトラ
- インドシナトラ
- カスピトラ

- Panthera tigris sondaica

- ジャワトラ
- スマトラトラ
- バリトラ

## 生態

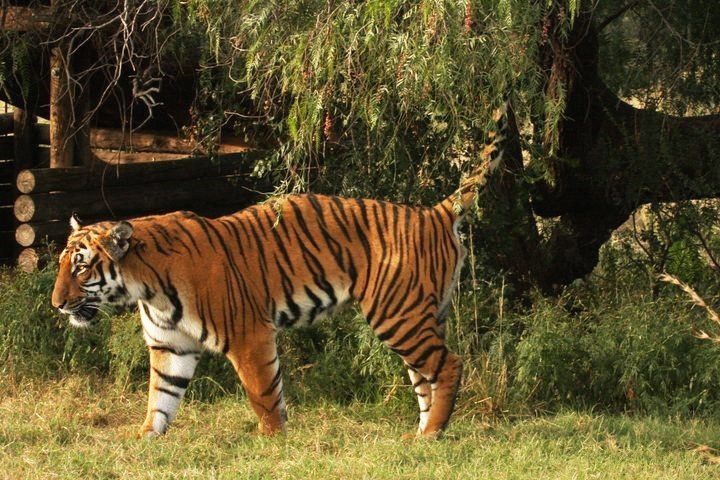
縄張りを守るためのマーキングを行っている様子

熱帯雨林や落葉樹林、針葉樹林、乾燥林、マングローブの湿原など、様々な環境に生息する。夜行性だが、主に薄明薄暮時に活動し、昼間に活動することもある。群れは形成せず、繁殖期以外は単独で生活する。一方で個体密度の高い地域では、オスがメスやその幼獣（この場合オスが父親だと考えられている）と一緒に行動して獲物を分け合うこともある。行動圏は獲物の量などで変動がある。雌雄の行動圏は重複する。インドやネパールのように行動圏が小さく個体密度の高い地域では重複する範囲は狭く、ロシア極東部のように行動圏が大きい地域では重複する範囲も広い。地域別の発信機を取り付けた個体による行動圏の調査ではインドやネパールではオス24 - 243平方キロメートル・メス10 - 51平方キロメートル、ロシア極東部でオス800 - 1,000平方キロメートル・メス224 - 414平方キロメートルと推定されている。縄張りの中を頻繁に徘徊し、糞や爪跡を残す、肛門の臭腺からの分泌物を含む尿を木や岩、茂みに撒くなどして縄張りを主張する。メスは定住性が強いが、オスは同じ地域に留まる期間は短い。樹上7メートルの高さまで登った例はあるが、通常は低木の上にいる獲物を追う程度で樹上で狩りは行わない。温暖な地域に生息する個体は避暑のため、水に浸かる。巨体ながら時速75キロで走り、4.6メートルの木に登り10メートルの幅跳びが出来る跳躍力を持つ。13人の男でも動かせない770キロのガウルの死体を10メートル以上引きずった報告もある。また肉食獣最大の10センチに達する牙を持ち、四肢には最大12センチの鋭い爪を備える。これらの身体能力がトラの大型動物の捕殺を可能にしている。泳ぎも上手く、泳いで獲物を追跡することもある。河川を6 - 8キロメートル渡ることもあり、29キロメートルを泳ぐ例もある。

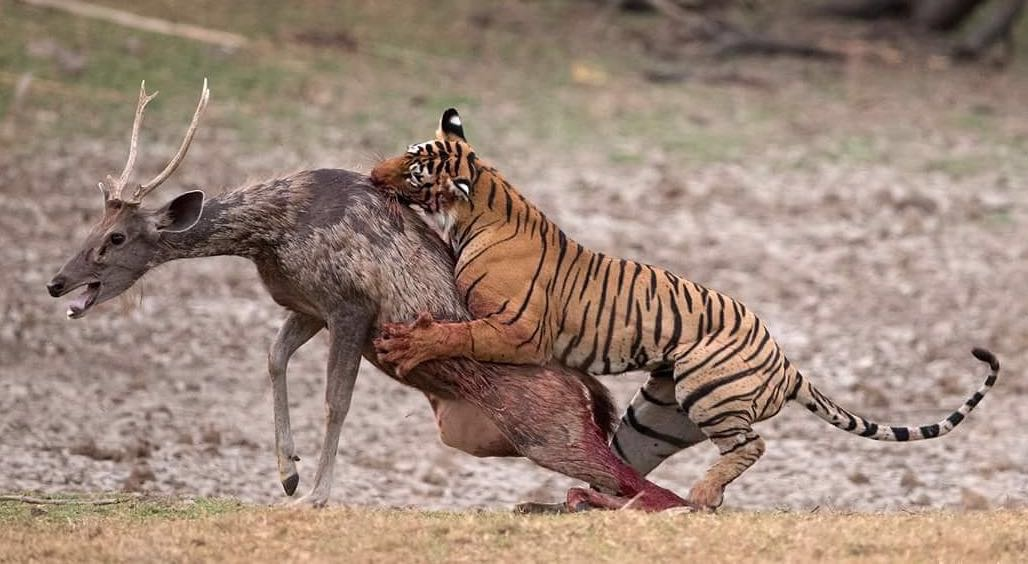
サンバーを狩るベンガルトラ

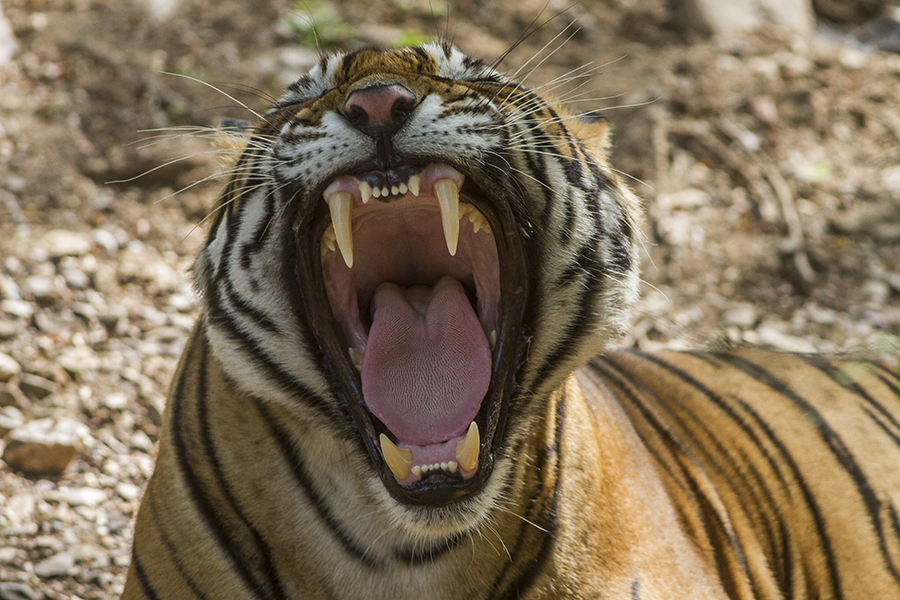
鋭い犬歯が備わる

食性は動物食で、主に哺乳類を食べる。具体的にはイノシシ、ワピチ、アクシスジカ、サンバー、ニホンジカ、ノロ類、バラシンガジカ、ヘラジカ、ホッグジカなどのシカ類、シベリアジャコウジカ、アジアスイギュウ、ガウル、ニルガイ、バンテン、ブラックバックなどのウシ類などを食べる。大型の獲物がない時はヤマアラシ類などの齧歯類、キジ科などの鳥類、カメ類やワニ、カエル、魚類などの小型の獲物も食べる。マレーバクを襲うこともある。ゾウやサイも獲物になる。カジランガ国立公園では1982年から2014年までの間に約472頭のインドサイがトラに捕食されている。ジム・コーベット国立公園では2014年から2019年の間に13頭のインドゾウがトラに殺された。トラは成体のゾウとサイを殺す事が出来るが、主に狙うのは幼獣である。2024年12月にトラが健康な雄の成体ゾウを殺した事例では、トラはまずゾウの後ろ足を攻撃し群れから引き離し、その後4日間執拗にゾウをつけ回し食事や水を飲む暇を与えず、衰弱したゾウにとどめを刺すという戦略的なものであった。アジアゴールデンキャットやオオヤマネコ、ジャングルキャット、スナドリネコ、ヒョウなどのネコ科の他種、ツキノワグマやナマケグマ、ヒグマ、オオカミ、ドールなどの他の大型食肉類を殺すこともある。全長4メートルに達するヌマワニを殺したり、インドコブラやキングコブラを食べたりした例もある。殺した肉食獣はそのまま放置することもあるが、クマ類は食べ尽くすか一部を食べることが多い。とりわけクマがよく捕食され、アムールトラでは、夏季にクマの食事が全体の26％にまで上がる地域がある。家畜やヒトを襲うこともある。地域別ではインドやネパールでは主にアクシスジカ、サンバー、イノシシを、ロシア極東部ではイノシシやワピチ（野生生物の獲物552頭の82%、家畜を含めた729頭でも64%）を主に捕食する。インド西ガーツ山脈のナガラホール国立公園では、83頭のトラの殺した獲物の平均体重は401キロであった。これには1,000キロ以上の重さのいくつかのガウルが含まれていた。
2005年6月から2017年5月にかけてのフワイ・カーケン野生生物保護区の調査ではトラに殺されたガウルの45.2％、トラに殺されたバンテンの55.7％は成体である事が解った。
またメスのトラよりもオスのトラが、南アジアより東南アジアのトラがよりこれらの成体を狙う傾向にある事が解った。ガウルやバンテンがトラの全体の食事の46 - 59％を占めているとされ、ガウル成体の平均体重は737キロ、バンテン成体の平均体重は652キロなので、タイのトラは自重の4 - 4.5倍の動物を常食している事になる。これほど巨大な陸上動物を日常的に捕食する単独捕食動物はトラのみである（ライオンは群れで狩りをし、ヒグマは雑食動物であり、ホッキョクグマは100キロ未満のアザラシを主に獲物とする）。
1日あたり平均6 - 7キログラムの肉を食べるが、一晩で25キログラムの肉を食べることもある。ロシア極東部でGPS付きの首輪を装着した個体が6.5日に1頭の割合で獲物を殺し、1日あたり9キログラムの肉を食べたという報告例もある。獲物を待ち伏せることもあるが、主に一晩あたり10 - 20キロメートルを徘徊して獲物を探す。獲物を発見すると茂みなどに身を隠し近距離まで忍び寄り、獲物に向かって跳躍して接近する。主に獲物の側面や後面から前肢で獲物を倒し、噛みついて仕留める。ロシア極東部では冬季により大型の獲物を狙い、多く捕食するとされる。トラの狩りの成功率は、最低5％から最高50％程度と推定されている。ロシア極東部でのトラッキングによる調査では冬季の狩りの成功率はイノシシ54%・ワピチ38 %という報告例もあり、他の季節ではより成功率は低いと考えられている。獲物は茂みの中などに運び、大型の獲物であれば数日に何回にも分けて食べる。
死因は主に人間によるものだが、病気や子殺しも含めた個体間同士の干渉によっても死亡する。メスが幼獣を守ろうとすることもあり、メスが幼獣を守ろうとしてオスを殺した例も報告されている。まれな例だがドールの群れ（襲われたのは怪我もしくは病気の個体だったと考えられている）や、水中でイリエワニに殺された例もある。ガウルやスイギュウ、イノシシといった獲物に返り討ちにあい、死亡した例もある。

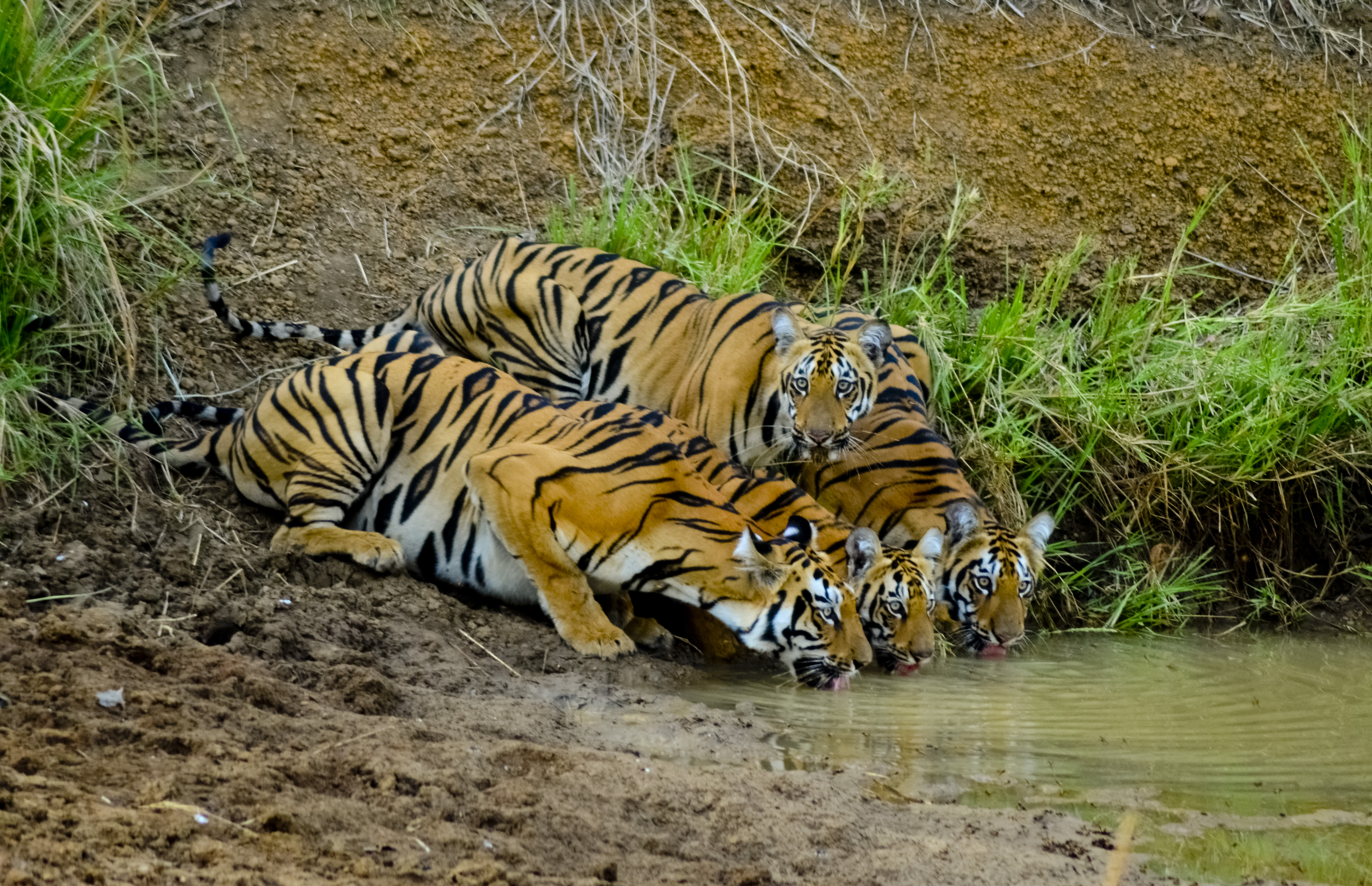
ベンガルトラの母と子3頭

繁殖様式は胎生。繁殖期は地域によっても異なりインドの個体群は雨季が明けると交尾し、主に2 - 5月に繁殖する。発情期間は2 - 5日。約2日間に100回以上の交尾を行う。妊娠期間は96 - 111日。1回に1 - 6頭の幼獣を産む。メスのみで幼獣を育てる。授乳期間は3 - 6か月。出産直後の幼獣は眼も耳も閉じているが生後6 - 14日で開眼し、生後9 - 11日で耳が開く。生後4 - 8週間で巣から出るようになる。幼獣は生後18 - 24か月は母親の縄張り内で生活し徐々に独立する。独立後はメスは母親の縄張りを引き継ぐかその周囲で生活するが、オスは比較的遠方まで移動する。インドの保護区ではオスは26キロメートル以上・メスは26キロメートル以下（多くの個体で母親の行動圏内に留まった）を移動したという報告例や、ロシア極東部ではオスが独立後に数百キロメートルにわたり移動したという報告例がある。生後2年までに幼獣の半数は命を落とし、オスが幼獣を殺すことも多い。オスは生後4 - 5年、メスは生後3 - 4年で性成熟する。飼育下の寿命は20 - 26年に達する。

## 人間との関係
都市開発や農地開発、森林伐採・植林などによる生息地の破壊により、生息数は減少している。薬用や毛皮用の乱獲、人間や家畜を襲う害獣としての駆除などによっても、生息数は減少している。生息地の自然保護区指定や獲物も含めた生態に関する調査といった保護対策が行われている。1975年の絶滅のおそれのある野生動植物の種の国際取引に関する条約（ワシントン条約）発効時には亜種シベリアトラを除いてワシントン条約附属書Iに（亜種シベリアトラはワシントン条約附属書II）、1987年に全亜種を含む種としてワシントン条約附属書Iに掲載されている。19世紀における生息数は、約100,000頭と推定されている。1998年における生息数は5,000 - 7,000頭と推定され、2010年には保護区域内での成熟個体数は2,154頭という推定値が報告されている。
P. t. tigris ベンガルトラ
インドでの1969年における生息数は、2,500頭と推定されている
ENDANGERED (IUCN Red List Ver. 3.1 (2001))

P. t. altaica シベリアトラ
1998年における生息数は360 - 460頭と推定されている
ENDANGERED (IUCN Red List Ver. 3.1 (2001))

P. t. corbetti インドシナトラ
ENDANGERED (IUCN Red List Ver. 3.1 (2001))

P. t. amoyensis アモイトラ
1970年代以降は確実な記録がなく、野生では絶滅したと考えられている。飼育個体がいるが、多くの個体は他亜種との亜種間雑種とされる。
CRITICALLY ENDANGERED (IUCN Red List Ver. 3.1 (2001))

P. t. jacksoni、P. t. sumatrae スマトラトラ
CRITICALLY ENDANGERED (IUCN Red List Ver. 3.1 (2001))

P. t. balica バリトラ、P. t. sondaica ジャワトラ、P. t. virgata カスピトラ
EXTINCT (IUCN Red List Ver. 3.1 (2001))
亜種シベリアトラの1994年における飼育個体は、632頭とされる。

### 被害
トラは人間にとって最も危険な猛獣でもある。
1800年から2009年の間に少なくとも373,000人がトラの攻撃のために死亡し、インド、ネパール、東南アジアでは平均して年間約1,800人がトラの攻撃で死亡したと推定されている。本種の分布するアジアは人口密度が高く、本種の生息環境を人間が利用することも多いことが原因だと考えられている。一例としてインドとバングラデシュにまたがるシュンドルボンでは、2000 - 2010年にかけて40人が本種に襲われて死亡している。日本では2021年の時点でパンテラ属（ヒョウ属）単位で特定動物に指定されており、2019年6月には愛玩目的での飼育が禁止された（2020年6月に施行）。
19世紀にネパールとインドの国境付近に出没したチャンパーワットの人食いトラの被害者数は436人であり、ギネス世界記録に認定されている。
21世紀においてもトラが人を襲う被害は続いている。2009年には、インドネシアのスマトラ島で、スマトラトラに人間が襲われ9人が死亡。2018年にインドのマハラシュトラ州では、2年間に13人を殺害した雌のトラが射殺されている。2020年11月から12月にかけて、南スマトラ州で、違法伐採や鳥猟のために森林保護区に侵入した3名が、スマトラトラに襲われ死亡している。
世界各国の動物園で、飼育下のトラが職員や来園者を襲い死傷させる事故が起きている。

#### 動物園での事件・事故例
- 1999年、中国の上海野生動物園で、バス運転手が3頭のアムールトラに襲われ死亡[38]。

- 2007年2月22日、中国の昆明の園通山動物園で、記念撮影をしようとしていた6歳の女児が頭部を虎にかまれて死亡[39]。

- 2007年12月26日、アメリカのカリフォルニア州のサンフランシスコ動物園で、閉園直後、脱走したトラ1頭が園内の喫茶店にいた人を襲い、1人死亡、2人負傷[40]。

- 2008年6月、京都市動物園で、飼育員がアムールトラに襲われ死亡[41]。

- 2009年、北京のサファリパーク「八達嶺野生動物世界（中国語版）」で、フェンスをよじのぼった男性がトラに襲われ死亡[42]。

- 2014年8月、北京のサファリパーク「八達嶺野生動物世界」で、車を降りた警備員がトラに襲われ死亡[42]。同動物園では、2009年にもトラが人を襲い殺している。

- 2014年9月、インドの首都にある動物園で、酒に酔っていいたと見られる10代半ば～20代の男性が飛び降りて忍び込み、ホワイトタイガーに襲われ死亡。携帯電話で撮影され、地元テレビ局が放映した[43][44]。

- 2015年9月20日、ニュージーランドのハミルトン動物園（英語版）で、飼育係の女性が、オスのスマトラトラ「オズ」に襲われて死亡。ニュージーランドでは、2009年にも動物園のホワイトタイガーにより死亡者がでている。

- 2016年7月23日、北京のサファリパーク「八達嶺野生動物世界」で、車から降りた女性1人が襲われ負傷。その女性を助けようとして降りた母親が、別の2頭のトラに襲われ死亡[45][46]。同動物園では、2009年、2014にもトラが人を襲い殺している。

- 2017年1月29日、中国の寧波市の動物公園「雅戈爾動物園（中国語版）」で、飼育施設の囲いを乗り越えたとみられる男性がトラに襲われ死亡[46]。

- 2017年5月29日、イングランド南東部ケンブリッジシャーのハマートン動物園（英語版）で、囲いの中に女性飼育員が襲われ死亡。不慮の事故とみられる[47]。

- 2018年10月、鹿児島市平川動物公園で、40歳の男性職員1名がホワイトタイガー「リク」に襲われ死亡[48][49]。

- 2020年7月4日、スイスのチューリヒ動物園（英語版）で、55歳の飼育員がシベリアトラに襲われ死亡[50]。

- 2021年5月23日、安徽省の動物園で、20年近くトラの調教担当だった55際の飼育係の男性がトラのおりの掃除中に襲われ死亡[51]。

- 2021年5月25日、中国の河南省のクジャク園で、飼育係がエサの時間にトラ2頭に襲われ死亡。トラは囲いから逃げ出した[51]。

- 2024年12月9日、ルーマニア中南部のピテシュティの動物園で、2015年より同園で勤務していた52歳の従業員がトラに襲われ死亡した。ドアのロックのかけ忘れが原因とみられる[52]。

## 文化的側面

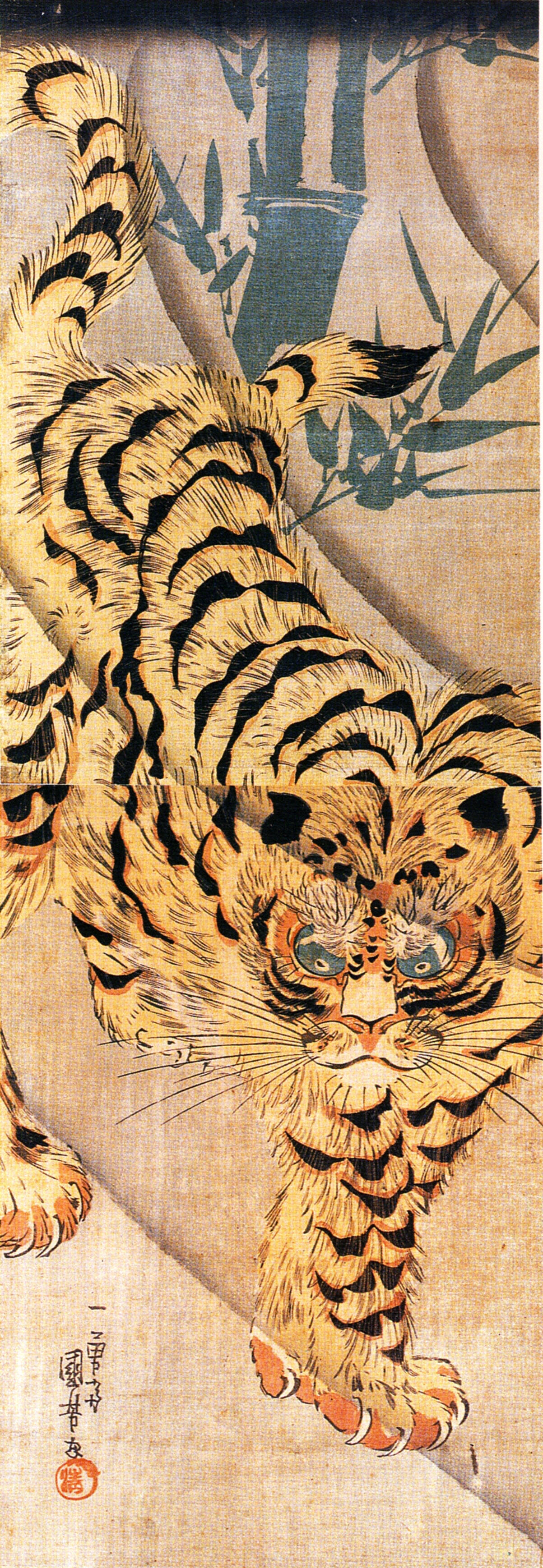
虎図
----
歌川国芳 筆

中国では百獣の王といえば虎であり、獰猛な野獣としての虎は古くから武勇や王者のイメージとして受容され、軍事的シンボルや建国・出生譚、故事成語などに結びついている。虎と人間の生活が密接だった古代の中国や朝鮮など東アジアでは、虎をトーテムとして崇拝した氏族があり、その名残りから魔除けや山の神として一般的な崇敬の対象になった。虎は龍と同格の霊獣とされ、干支では年の始めに当たる寅に当てられている。虎舞もアジア各地に伝承されている。
一方で、虎は凶悪、危険、残酷といったマイナスのイメージとして比喩され、「虎を野に放つ」「虎の尾を踏む」「苛政は虎よりも猛し」など、トラを恐ろしいものとして扱った故事成語が存在する。虎による被害の多い地域では虎にまつわる多くの民話が伝承されているが、ネガティブなイメージをもって語られるものが多い。
日本列島には生息していないが、欽明朝における膳巴提便が百済で虎を退治したという『日本書紀』に載る逸話（後述）を文献上の初見に古くから知られており、干支の寅年や画題（龍虎図など）、民芸品（張り子虎など）のモチーフとして普及した。生きた虎は、戦国大名大友宗麟へ明船から、豊臣秀吉へ朝鮮出兵に参加した加藤清正から送られた記録があるが、分類学が未発達だった時代には「豹は虎のメス」という誤解も生じた。
古代より日本人にとって虎の皮は、海外との交易で輸入される唐物の代表だった。『続日本紀』などに記録されている渤海使の献進物の中にも虎の皮が含まれている。『延喜式』の規定によると虎皮は朝議では五位以上の貴族しか身に付けることができず、ときには病気や祟りから身を守る呪物として用いられた。他に虎の強さのイメージを利用した例として、虎皮を材料に利用した鎧がある。平貞盛から平維盛まで9代に渡って継承された「唐皮」などが有名である。中国の「雲は龍に従い風は虎に従う」という故事にちなみ日本では防災祈願としての虎舞が各地に存在する。
中国武術には虎をモチーフにした虎形拳、あるいはそれに類する名称のものが複数系列にわたって存在する。
虎をモチーフにした伝説の生物としては四神の白虎、鯱、さるとらへび、人虎、開明獣などがある。また、鬼の虎褌など、見知らぬ異国の住人である鬼と凶悪な虎の複合した観念が、平安時代末期以降に『地獄草紙』や『桃太郎』などの作品に見られるようになる。
ヨーロッパにその存在が知られるようになったのは、アレクサンドロス3世（大王）のインド遠征によるもので、ペルシア語のthigra（鋭い・尖った）から、古代ギリシア語でtigrisと呼ばれるようになり、英語・ドイツ語のtigerへと変化した。ヨーロッパで最初にトラが持ち込まれたのは、紀元前19年にローマ皇帝アウグストゥスにインドの使者がトラを献上した時と言われている。
2004年にアニマルプラネットで50,000人から世界で一番好きな動物をアンケートしたところトラが一位となった。
2018年のオンライン調査、動物園のwebサイト、アニメ映画のポスターを用いた研究でも
トラが世界で最もカリスマ性のある動物となった。
骨が漢方薬になると信じられている。

### 虎退治
虎退治を題材とする伝説などのフィクションは古今東西にあり、その多くは登場人物の武勇を表現するために使用された。『水滸伝』の行者こと武松や黒旋風の李逵が有名である。同作品には実際作中で虎退治を確認できないが、虎殺し（打虎将）の異名を持つ人物も登場する。
『日本書紀』の欽明6年（545年）には百済に派遣された膳提便が子供を食べた虎を倒しその皮を剥いだとあり、その武勇談は中世の『宇治拾遺物語』にも「遣唐使の子、虎に食るゝ事」という説話として採録されている。また豊臣秀吉の家臣加藤清正が朝鮮出兵中に虎狩りをした逸話は良く知られており、これにあやかって明治時代以降、多くの日本人が虎狩りを行っている。なかでも旧尾張藩主家出身の徳川義親はシンガポールで虎狩りを行い、「虎狩りの殿様」として知られている。
一休宗純が屏風絵の虎を退治するよう言われ、「ではまず虎を屏風から追い出してください」と切り返す頓智も一休噺他数々の作品で取り上げられてきた。アニメ「一休さん」でも足利義満が同様のことを発言し、一休を困らせようとするが、この言葉で切り崩す話がある。

### 異名
強い者、豪傑の代名詞としてよく用いられる。中国の小説『三国志演義』では蜀の劉備に仕えた武将のうち武勇に優れた5人を五虎大将軍と呼び、特に張飛はその立派な髯（ひげ）を虎髯と呼ぶなど、勇猛ぶりを虎に喩えられた。
日本でも戦国大名武田信玄や上杉謙信は、後世にその武威をそれぞれ甲斐の虎、越後の虎と、虎に喩えられた（どちらかを龍と呼ぶケースが多い）。第二次世界大戦中には、山下奉文陸軍大将がマレーの虎（英：Tiger of Malaya）、小磯國昭朝鮮総督が朝鮮のトラという異名を取った。
兵器にも、虎の名を冠する物が多い。ナチス・ドイツの重戦車ティーガーI、ティーガーII、イギリスの巡洋戦艦タイガー、アメリカ空軍の戦闘機F-11タイガー、F-5タイガーIIなどが有名。
なお、虎自身の異名を「於菟（おと）」という。日本では、幕末の剣客 千葉周作の幼名が於菟であった（寅松ともいった）。文豪森鷗外の長男の名も於菟だが、「オットー」という外国人名を漢字表記したものである（寅年生まれでもある）。
中国では、楚の宰相に闘穀於菟がいる。幼いころに沢へ捨てられ虎の乳（穀）を吸って生きながらえた伝説をもつので、この名がある。
また、文学者 魯迅は息子の海嬰を「小於菟」になぞらえた詩を作っている。

### 黄色と黒、性質名
日本では虎の体色は「黄と黒」で表される。例えば「警戒ロープ」「警戒用テープ」はその色（黄色と黒）から「虎ロープ」「虎ヒモ」「タイガーロープ」「トラテープ」と呼ばれたり、セーフティーコーン（パイロン）間を繋ぐ縞模様の棒も「トラバー」と呼ばれることがある（工事現場などで使用されている）。また、NPBの阪神タイガースもユニフォームや球団旗に黄色と黒を用いている。しかし、実物および写真を見ても厳密には黄色ではなく、ある程度誇張されたあるいは比喩的な表現である。日本での「黄と黒」の表現が何に由来するかは不明である。
日本で黄色で表される箇所はアメリカ合衆国ではオレンジで表されることが多い。また、MLBのデトロイト・タイガースはオレンジと紺、NFLのシンシナティ・ベンガルズはオレンジと黒をそれぞれ用いている。ただし、NHLのナッシュビル・プレデターズ（1万年ほど前に絶滅したサーベルタイガーを由来とする）は黄色と紺を用いている。
生物名としてトラを使う例は多い。一つには縞模様をトラに見立てたもの、トラマルハナバチ、トラカミキリ、タイガーサラマンダー、トラフグなどがある。特に黄色と黒の縞に対して使うが、普通の縞模様を指す例もある。またトラフシジミなどのように虎斑という語もある。他には虎の尾は太くて、それを立てる行動があることから、細長くて立ちがちなものを虎の尾という。トラノオシダ、オカトラノオ、ウミトラノオ、ミズトラノオ（一回り小さいとミズネコノオ）などがある。
魚類ではイタチザメを英語で「Tiger Shark」と呼ぶのは若魚に見られる虎のような縞模様と、人食い鮫にされる獰猛さを虎に準えたものである。他にも大型の肉食魚でもゴライアスタイガーフィッシュという種も、その獰猛な性質と外観からそう呼ばれている。違う生活場所で、コブラ科の危険な猛毒蛇の一種も、その気性の荒さと毒の強さから「タイガースネーク」と呼ばれて恐れられている。

### 言葉
虎の入った諺や慣用句においては、「強いもの」「何より恐ろしいもの」の代表として使われる例が多い。
- 竜虎 - 強大な実力を持ち、優劣つけがたい二者を指す喩え。竜虎相打つも同じ。『竜虎図』は、牧谿や狩野派によって芸術表現された。
- 虎に翼 - ただでさえ強い者が更に威力をつけること。出典：『韓非子』「難勢」。為虎添翼（いこ てんよく）も同じ。
- 虎を野に放つ - 危険なものを放置すること。また、禍いの元となることを絶つことを怠り、後に起こる大事の原因を作ってしまうことを言う。出典：『後漢書』「馬援伝」。
- 虎の尾を踏む - 虎の尾を踏めば、ただでは済まない。非常な危険を冒すことの喩え。虎の鬣を捻る（とらの たてがみを ひねる）も同じ。出典：『易経』「履卦」。
- 虎穴に入らずんば虎子を得ず - 大きな成果や利得を望むなら、大きな危険は避けてはいられないことの喩え。貴重な虎の子が欲しければ、怖ろしい虎の棲む穴に挑まなければ手に入れることは叶わない。出典：『後漢書』「班超伝」。（→ ウィキトーク「虎穴に入らずんば虎子を得ず」）
- 虎視眈々（こし たんたん） - 虎が獲物を狙って身構え、鋭く見詰めている様子。転じて、静かに機会をうかがい、隙があれば付け入ろうとしている様子を言う。出典：『易経』「頤」。
- 前門の虎、後門の狼 - 一つの禍いを逃れても、さらにまた他の禍に遭うことの喩え。出典：趙弼『評史』。
- 騎虎の勢い - 虎に乗っている場合うっかり降りると食われてしまうので、物事の中止しにくいことをいう。出典：『隋書』。
- 虎を養って虎に噛まる - 「飼い犬に手を噛まれる」を誇張した表現。
- 虎になる - 酔って怖いもの知らずになること。泥酔すること。四つん這いになって手が付けられない様子から。警察署にある泥酔者保護所をトラ箱というのもこれに由来する。女房言葉で酒のことをささ（おささ）と呼ぶことを踏まえ、「ささ＝笹」「笹に虎は付きもの」という連想から、転じて酔漢のことを「虎（大虎）」と呼ぶ場合がある（ただし他に諸説ある）。
- 虎の子渡し - 物事が人の手を次々に経てゆく複雑で迂遠な工程の喩え。転じてある物を支払うために別の物の支払いを見送ることを次々と繰り返すさまから、生計が苦しく四苦八苦すること。虎が3匹の子を生むと、そのうちの1匹は必ずどう猛な「彪」（ひょう）になって、親が目を離した隙に他の2匹を喰ってしまうと考えられていた。そうした虎の親子が川を渡る際には、まず親虎が彪をくわえて対岸に渡り、彪をそこに残して単身元の岸に戻り、次に2匹の子虎のうちの1匹をくわえて対岸に渡り、その1匹を対岸に残し彪をくわえて元の岸に戻り、彪を元の岸に残しもう1匹の小虎をくわえて対岸に渡り、2匹の小虎を対岸に残して単身元の岸に戻り、最後に彪をくわえて対岸に渡るという、3往復半の手間を要したという故事から。出典：周密撰『癸辛雑識』「続集下」。
- 苛政は虎よりも猛し - 民百姓に苛烈な政治は虎よりも残酷であること。出典：『礼記』「檀弓」。
- 虎の威を借る狐 - 実力者の威光を借りていばること。出典：『戦国策』「楚策」。
- 張子の虎 - 見かけはトラでも、紙でできているに過ぎない。毛沢東が『毛沢東語録』で、アメリカ帝国主義の比喩に使ったことで著名になった。中国語の原語は「紙老虎」、英:「paper tiger」。
- 一山に二虎は相いれず(一山不容二虎) 「両雄並び立たず」の意味。出典は古典ではなく、革命後の作家、王陽山の小説「三家巷」。
- 暴虎馮河(ぼうこひょうが) - 「暴」は「なぐる」「馮」は川などを徒歩で渡る。血気にはやって虎に素手で立ち向かい、大河を徒歩で渡るような無謀な行為をする。

その他、虎の習性を讃えたものもある。
- 虎は千里往って千里還る - 勢いが盛んな様子。虎は一日の間に千里の道を行き、また戻ってくることができると考えられていたことに由来する。出典：『荀子』「勧学」。その連想から、第二次世界大戦中の日本で、出征兵士の武運長久を祈って女性たちが千か所の縫い目を着けた布をお守りとして持たせる「千人針」の風習では、寅年生まれの女性に限っては歳の数だけ縫い目を付けて良いものとされた。
- 虎は死して皮を留め、人は死して名を残す - 虎は死後に立派な毛皮を残す。人が残せるのは名誉と功績であるから、それらを重んじて生きなければならない。出典：欧陽脩『王彦章画像記』
- 虎の子 - 虎は自分の子を非常に大事にすると伝えられる。そのことに因み、大事な物・貴重な物を喩えて言う。
- 虎の巻 - 源義経が読んだとされる兵法書[58]。『義経記』では『六韜』の一篇「虎韜」として登場する。『御伽草子』「天狗の内裏」では義経が鬼の島から持ち帰ったとされている。

### 紋章

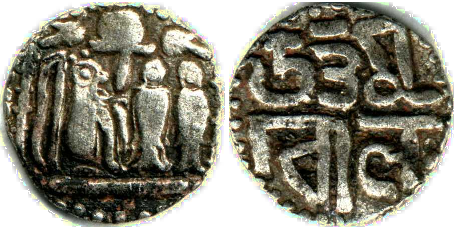
スリランカで発見された王・ウタマ・チョーラの初期の銀貨には、パンディアン王朝とチェーラ王朝の紋章が描かれ、その間にチョーラ王朝の象徴であるチョーラ・タイガーが座っているものがある。

トラはインダス文明のパシュパティ印章に描かれている動物の一つであり、また、チョーラ王朝の紋章でもあり、コインやシール、バナーに描かれた。いくつかのチョーラ王朝の銅貨には、トラ、パンディアン王朝の紋章の魚、チェーラ王朝の紋章の弓が描かれており、チョーラ族が後者の2つに対して政治的な支配権を獲得したことを示している。また、アーンドラ・プラデーシュ州のNellore 地区で発見された金貨には、トラ、弓、およびいくつかの不明瞭なマークが描かれている。

### その他
タイガーズアイ（虎目石）、レッドタイガーズアイ（赤虎目石）といった名が付けられた宝石もある。古代中国では虎をモチーフにした形状の敔という打楽器が生まれた。
日本には虎拳という拳遊びがあり、戦時中の千人針では、虎の刺繍もなされた。2003年の「今年の漢字」は、阪神タイガースの18年ぶりのセ・リーグ優勝による全国フィーバーの影響で「虎」となった。

## 画像
- シベリアトラ
P. t. altaica
- アモイトラ
P. t. amoyensis
- インドシナトラ
P. t. corbetti
- スマトラトラ
P. t. sumatrae

## 符号位置
| 記号 | Unicode | JIS X 0213 | 文字参照            | 名称       |
| ---- | ------- | ---------- | ------------------- | ---------- |
| 🐯   | U+1F42F | -          | &#x1F42F; &#128047; | TIGER FACE |
| 🐅   | U+1F405 | -          | &#x1F405; &#128005; | TIGER      |